# Forte de São João de Maceió
O Forte de São João de Maceió localizava-se na praia em frente à barra do porto de Maceió, no litoral do atual estado brasileiro de Alagoas.

## História
Primeira fortificação a ser erguida na Província após a segunda das Invasões holandesas do Brasil (1630-1654), teve a sua pedra fundamental lançada a 13 de maio de 1819, pelo governador Sebastião Francisco de Melo e Póvoas, sendo o seu nome uma homenagem ao rei D. João VI (1816-1826). O seu primeiro comandante foi o 1º Tenente de Artilharia João da Silva Pinheiro. Embora jamais tenha chegado a ser concluído (o Mapa anexo ao Relatório do Ministério da Guerra de 1822 aponta-lhe a necessidade de obras complementares), foi artilhado inicialmente com quatro peças de ferro de calibre 24, necessitando de mais dez peças de bronze de calibre 36, num total de quatorze peças.
Provavelmente em faxina e terra, como o vizinho Forte de São Pedro de Jaraguá, o Comandante das Armas da Província de Alagoas, Coronel Joaquim Mariano de Oliveira Belo, em participação ao vice-Presidente em exercício da Província, Nóbrega de Vasconcelos, comunicou a ruína desta estrutura defensiva, pleiteando os recursos para o seu reparo, orçados em 6:340$920 réis (1828). No ano seguinte, foi-lhe erguido em anexo um Trem, com pedra desembarcada do Brigue Providência. Em 1830, quando da inspeção das fortificações daquela Província, efetuada pelo Tenente-Coronel de Artilharia Francisco Samuel da Paz Furtado de Mendonça, este oficial observou que seriam necessários recursos da ordem de 15:110$020 réis para o remonte deste forte. Uma ordem do Comandante das Armas interino da Província, Major Manoel Mendes da Fonseca, fez recolher ao Trem as peças e demais petrechos do forte, "em vista de sua completa ruína". O Ofício de 16 de fevereiro de 1832 do Presidente da Província, Manuel Lobo de Miranda Henriques (1831-1832), ao Ministério da Guerra, dando conta do estado das fortificações da Província, reportou que este forte "já era praça limpa", com 14 peças recolhidas no Trem anexo, de duas grandes salas "em mau estado". Em 1833, o Ministro da Guerra, Antero, determinou ao Presidente da Província que enviasse para o Rio Grande do Norte os reparos à Onofre do Forte de São João, imprestável para o serviço (GARRIDO, 1940:79). SOUZA (1885) citando informação do General Antônio Elisiário [Tenente-general graduado Antônio Elzeário de Miranda e Brito] de 1841, atribui-lhe apenas sete peças, contra quatorze pelo Mapa de Fortificações do Império de 1847 (op. cit., p. 90).
Já no período republicano, à época do presidente Marechal Floriano Peixoto (1891-1894), cogitou-se erguer nova fortificação no local.
No contexto da Primeira Guerra Mundial (1914-1918) foi aquartelada, no edifício anexo, do Trem, uma Bateria Independente de Artilharia de Costa (BIACos), sob o comando do então Capitão Pedro Pierre da Silva Braga (1917). Em 1940, ali funcionava a enfermaria da Guarnição Federal na cidade de Maceió (GARRIDO, 1940:79).